# Paul Valentine
Pour les articles homonymes, voir Valentine.
Ne pas confondre avec l'homme politique français Paul Valentino (1902-1988).
William Daixel, né le 23 mars 1919 à New York (État de New York) et mort le 27 janvier 2006 à Los Angeles (Californie), est un acteur et chanteur américain, connu sous le premier nom de scène de Valia Valentinoff (ou Val Valentinoff), puis sous le second nom de scène de Paul Valentine.

## Biographie
Acteur et chanteur, Paul Valentine joue notamment au théâtre et débute à Broadway en 1937 (sous son premier nom de scène), dans la comédie musicale Virginia (musique d'Arthur Schwartz, avec Mona Barrie et Gene Lockhart). Sur les planches new-yorkaises, suivent une opérette en 1946 et quatre autres comédies musicales, dont Wish You Were Here (en) (1952-1953, musique et lyrics d'Harold Rome, avec Jack Cassidy et Florence Henderson) ; la dernière en 1958 est Oh, Captain! (en) (musique et lyrics de Jay Livingston et Ray Evans, avec Tony Randall et Abbe Lane).
Au cinéma, il apparaît dans treize films américains, depuis La Griffe du passé de Jacques Tourneur (1947, avec Robert Mitchum et Jane Greer) jusqu'à Contre toute attente de Taylor Hackford (remake de La Griffe du passé, 1984, avec Jeff Bridges et Rachel Ward).
Entretemps, citons La Maison des étrangers de Joseph L. Mankiewicz (1949, avec Edward G. Robinson et Susan Hayward), L'Ivresse et l'Amour de George Stevens (1952, avec Joan Fontaine et Ray Milland), ainsi que Yes, Giorgio de Franklin J. Schaffner (1982, avec Luciano Pavarotti et Kathryn Harrold).
Pour la télévision américaine, Paul Valentine contribue à sept séries, la première en 1951. Suivent entre autres Naked City (un épisode, 1958), Vegas (un épisode, 1978) et Quincy (sa dernière série, un épisode, 1983).

## Théâtre à Broadway (intégrale)
(comédies musicales, sauf mention contraire)
- 1937 : Virginia, musique d'Arthur Schwartz, lyrics d'Albert Stillman, livret de Laurence Stallings et Owen Davis, costume d'Irene Sharaff : le premier danseur du Drury Lane
- 1944-1946 : Follow the Girls, musique et lyrics de Dan Shapiro, Milton Pascal et Phil Charig, livret de Guy Bolton et Eddie Davis : le marin Val / Felix Charrel
- 1946 : Gypsy Lady, opérette, musique de Victor Herbert, lyrics de George Forrest et Robert Wright, livret d'Henry Myers : Imri
- 1952-1953 : Wish You Were Here, musique et lyrics d'Harold Rome, livret d'Arthur Kober et Joshua Logan, mise en scène et chorégraphie de ce dernier : « Pinky » Harris
- 1954 : Hit the Trail, musique de Frederico Valerio, lyrics d'Elizabeth Miele, livret de Frank O'Neill : Clayton Harrison
- 1958 : Oh, Captain!, musique et lyrics de Jay Livingston et Ray Evans, livret d'Al Morgan et José Ferrer, mise en scène de ce dernier : un espagnol

## Filmographie complète

### Cinéma

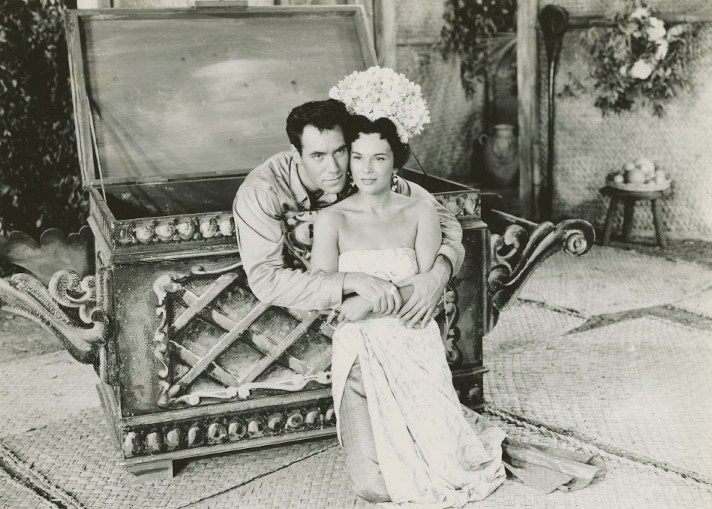
Avec Eva Gabor, dans Love Island (1952)

- 1947 : La Griffe du passé (Out of the Past) de Jacques Tourneur : Joe Stefanos
- 1949 : La Maison des étrangers (House of Strangers) de Joseph L. Mankiewicz : Pietro Monetti
- 1949 : Special Agent de William C. Thomas : Edmond Devereaux
- 1950 : La Pêche au trésor (Love Happy) de David Miller : Mike Johnson
- 1952 : Love Island de Bud Pollard : Lieutenant Richard Taber
- 1952 : L'Ivresse et l'Amour (Something to Live For) de George Stevens : Albert Forest
- 1981 : La Vie en mauve (All Night Long) de Jean-Claude Tramont : un client
- 1981 : Sanglantes Confessions (True Confessions) d'Ulu Grosbard : le deuxième détective
- 1981 : Nostradamus 1999 (The Man Who Saw Tomorrow) de Robert Guenette : le Secrétaire d'État
- 1981 : Tout l'or du ciel (Pennies from Heaven) d'Herbert Ross : le patron du bar
- 1982 : Yes, Giorgio de Franklin J. Schaffner : Timur
- 1984 : Lovelines de Rodney Amateau : M. Van Der Meer
- 1984 : Contre toute attente (Against the Odds) de Taylor Hackford : le conseiller Weinberg

### Télévision
(séries)
- 1951 : Lights Out, saison 4, épisode 15 The Silent Supper : Jean Duval
- 1952 : Armstrong Circle Theatre, saison 2, épisode 27 The Shoes That Laughed : rôle non spécifié
- 1958 : Naked City, saison 1, épisode 12 Susquehanna 4-7568 de William Beaudine : Larry Ronson
- 1962 : Golden Showcase, saison unique, épisode 4 Tonight in Samarkand : Angelo
- 1978 : Vegas (Vega$), saison 1, épisode 5 Yes, My Darling Daughter de Don Chaffey : le prêtre
- 1980 : The Ropers, saison 2, épisode 17 The Other Woman de Jack Shea : le maître d'hôtel
- 1983 : Quincy (Quincy, M.E.), saison 8, épisode 21 Suffer the Little Children : George Carlton Ward